# Celestino Gasca Villaseñor
Celestino Gasca Villaseñor är en ort i Mexiko.   Den ligger i kommunen Loma Bonita och delstaten Oaxaca, i den sydöstra delen av landet, 400 km öster om huvudstaden Mexico City. Celestino Gasca Villaseñor ligger 54 meter över havet och antalet invånare är 180.
Terrängen runt Celestino Gasca Villaseñor är platt. Runt Celestino Gasca Villaseñor är det ganska glesbefolkat, med 28 invånare per kvadratkilometer. Närmaste större samhälle är Loma Bonita, 11,7 km nordost om Celestino Gasca Villaseñor. Omgivningarna runt Celestino Gasca Villaseñor är en mosaik av jordbruksmark och naturlig växtlighet.